# Guillermina Jasso
Guillermina Jasso ist eine Soziologin aus den Vereinigten Staaten und gegenwärtig Professor of Sociology sowie Silver Professor of Arts and Science an der New York University.

## Leben
Jasso studierte Soziologie und Philosophie am Our Lady of the Lake College in San Antonio, Texas, wo sie 1962 ihren Bachelor of Arts erwarb. Der Master of Arts folgte 1970 an der University of Notre Dame, South Bend, Indiana, am Department of Sociology and Anthropology. 1974 promovierte sie an der Johns Hopkins University, Baltimore, Maryland, am Department of Social Relations. Anschließend war sie unter anderem an der Columbia University, der University of Michigan, der University of Minnesota und der University of Iowa tätig. Seit 1991 ist Jasso Professorin am Department of Sociology der New York University, dessen Chair sie von 2012 bis 2015 war. Seit 2008 ist sie dort außerdem Silver Professor.
2015 wurde Jasso der Paul F. Lazarsfeld Award der American Sociological Association verliehen. Ihre Erdős-Zahl ist 3. Für die Amtsperiode von 2018 bis 2021 wurde sie außerdem in das Executive Council der Sociological Research Association gewählt.

## Forschungsschwerpunkte
Jasso forscht unter anderem zu Fragen der Verteilungsgerechtigkeit, des Sozialverhaltens und Status, der Sozialen Ungleichheit, zu Migration sowie zu mathematischen und empirischen Methoden der Sozialforschung.

## Publikationen (Auswahl)

### Monografien
- Guillermina Jasso und Mark Rosenzweig: The New Chosen People. Immigrants in the United States (= The Population of the United States in the 1980's – A Census Monograph Series). Russell Sage, New York 1990, ISBN 978-0-87154-404-9 (englisch, 496 Seiten).

### Beiträge in Sammelbänden
- Guillermina Jasso: Is and Ought. From Ideas to Theory to Empirics. In: Alexander Max Bauer und Malte Ingo Meyerhuber (Hrsg.): Empirical Research and Normative Theory. Transdisciplinary Perspectives on Two Methodical Traditions Between Separation and Interdependence. Walter de Gruyter, Berlin und Boston 2020, ISBN 978-3-11-061209-7, S. 105–128 (englisch).
- Guillermina Jasso: The Theory of Comparison Processes. In: Peter Burke (Hrsg.): Contemporary Social Psychological Theories. 2. Auflage. Stanford University Press, Stanford 2018, ISBN 978-0-8047-5347-0, S. 249–280 (englisch).
- Guillermina Jasso, Kjell Törnblom und Clara Sabbagh: Distributive Justice. In: Clara Sabbagh und Manfred Schmitt (Hrsg.): Handbook of Social Justice Theory and Research. Springer, New York 2016, ISBN 978-1-4939-3216-0, S. 201–218 (englisch).

### Artikel in Fachzeitschriften
- Guillermina Jasso, Robert Shelly und Murray Webster: How Impartial Are the Observers of Justice Theory? In: Social Science Research. Band 79, 2019, ISSN 0049-089X, S. 226–246, doi:10.1016/j.ssresearch.2018.10.013 (englisch).
- Guillermina Jasso: What Can You and I Do To Reduce Inequality? In: The Journal of Mathematical Sociology. Band 42, Nr. 4, 2018, ISSN 1545-5874, S. 186–204, doi:10.1080/0022250X.2017.1343826 (englisch).